# 真鳍蓝鲷
真鳍蓝鲷(学名：Azurina eupalama)亦被称为黑斑蓝鲷（Blackspot chromis），为雀鲷科蓝鲷属下的一个种。它们分布于科科斯群岛和加拉帕戈斯群岛的所属海域，目前其种群数量已经极度稀少或已灭绝。真鳍蓝鲷长约15厘米。拥有橄榄灰色，蓝色和银色的条纹，胸鳍基底有黑斑，眶前骨光滑，無凹口狀突起；前鰓蓋骨邊緣不規則，弱鋸齒狀，側線完整、明顯，背鰭硬棘13枚、背鰭軟條10-11枚、臀鰭硬棘2枚、臀鰭軟條11-12枚，仅有一个标本位于科科斯群岛被采集，目前保存于美国自然历史博物馆。它们以浮游生物为食。

## 灭绝
由于1982年和1983年发生的厄尔尼诺现象导致加拉帕戈斯群岛附近海域水温上升，使海域内浮游生物的数量骤减，导致了众多以浮游生物为食的鱼类种群数量下降，真鳍蓝鲷为其中之一。在之后十余年的搜索中，真鳍蓝鲷没有被再次发现。国际自然保护联盟将其列为极危物种。有学者指出真鳍蓝鲷可能仍生存于秘鲁的附近海域内，如洛沃斯岛。